# Gastrotricha
O filo Gastrotricha (gastrotríquios ou gastrótricos, do grego gaster, estômago + thrix, pêlo) é representado por cerca de 700 espécies em 59 gêneros de animais marinhos e de água doce que habitam os espaços intersticiais dos sedimentos do fundo e dos detritos superficiais. O filo se divide em dois grupos designados como ordens (com suporte morfológico e filogenético): os Macrodasyida marinhos e os Chaetonotida marinhos e de águas doce.
.

## Morfologia

### Sinapomorfias
Abaixo algumas características morfológicas dos Gastrotricha que suportam sua monofilia:

-Presença de músculo helicoidal.

-Glândulas adesivas duplas cobertas por cutícula únicas.

-Cutícula com várias camadas.

-Cílios sensoriais e motores cobertos por cutícula.

### Estrutura externa

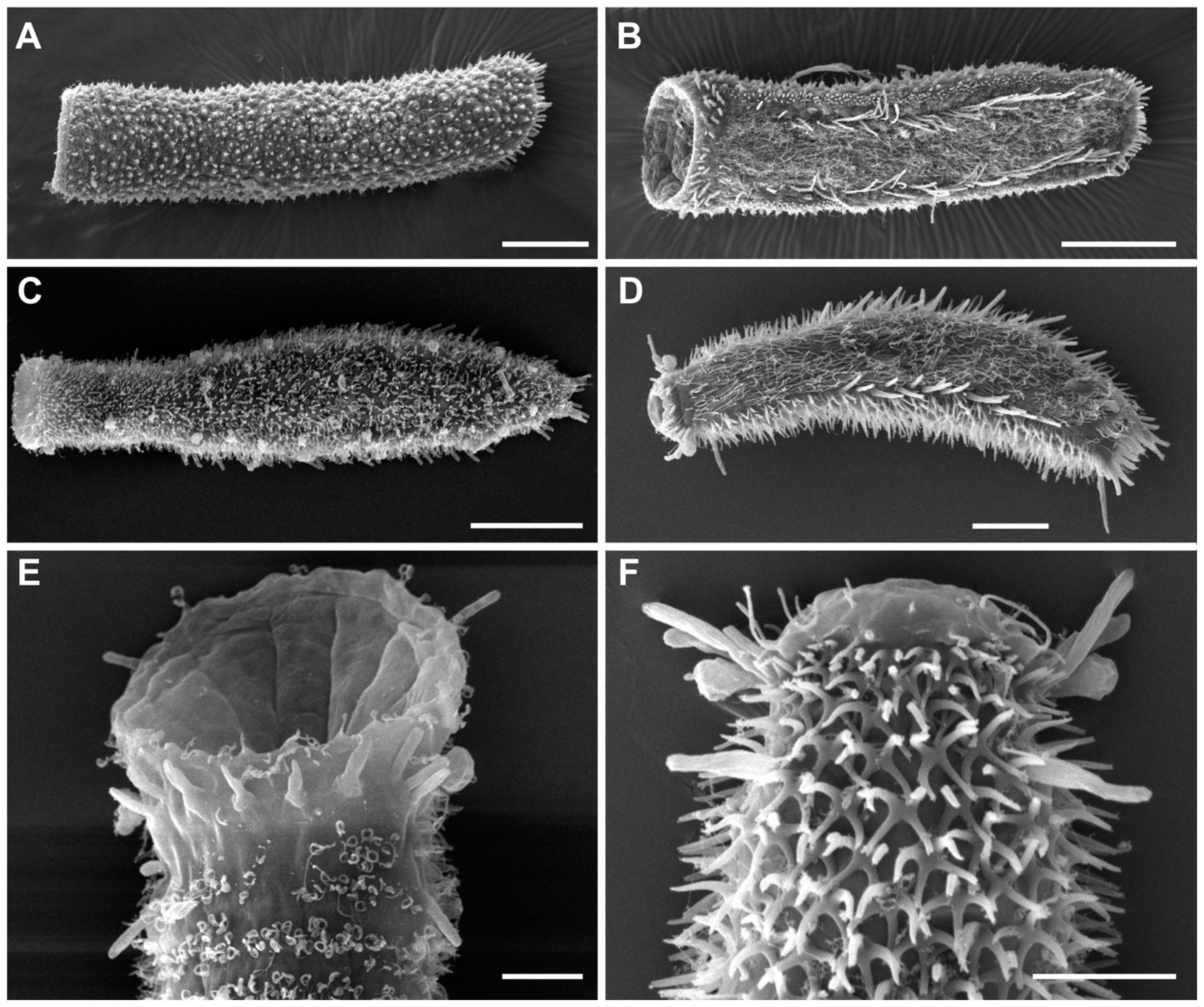
Vista da estrutura corporal externa de representantes dos gêneros Oregodasys, Tetranchyroderma e Thaumastoderma.

Muitos gastrótricos são microscópicos em tamanho. Variam em comprimento de 50 a 1000 µm, embora os membros de algumas espécies possam atingir 4 mm. O Bauplan geral dos gastrótricos pode ser resumido como um corpo em formato de pino de boliche ou de fita achatado ventralmente, arqueado dorsalmente e alongado possuindo vários cílios sensoriais e locomotores dispostos preferencialmente na superfície ventral e na cabeça, a região posterior se encerra em uma cauda geralmente bifurcada. Possuem uma cutícula complexa com várias camadas que cobre todas as estruturas do corpo.
Sua parede corporal é composta por cutícula, fibras musculares longitudinais,circulares e uma epiderme. Seu corpo tambem é recoberto e circundado por uma epicutícula externa que é composta por duas camadas flexíveis, que contém cílios que provavelmente funcionam como uma barreira fisiológica. Em alguns gastrótricos esta camada basal se apresenta de forma mais espessa em alguns locais com a inteção de especializar-se em espinhos e ganchos.
Existe uma cabeça anterior que porta os órgãos sensoriais, o cérebro e a faringe, bem como um tronco alongado que abriga o intestino médio e os órgãos reprodutivos. Toda a superfície ventral pode ser ciliada, ou os cílios podem arranjar-se em faixas longitudinais, fileiras ou remendos transversais ou agruparem-se em cirros, como os dos ciliados hipotríquios.
Na parte posterior o tronco geralmente encontramos dois ou mais órgãos adesivos, e estes tem uma função de adesão temporária ao substrato e contem sistemas glandulares duplos, ou seja, uma glândula viscosa reunida a uma glândula de liberação.
Os tubos adesivos podem ser numerosos e localizar-se por baixo da cabeça, ao longo das laterais do corpo. A parede corporal é composta de uma cutícula externa, uma epiderme e faixas subjacentes de fibras musculares longitudinais e circulares. A epiderme ventralmente ciliada pode ser celular, como nos macrodasiídeos, ou parcialmente sincicial, como na maioria dos quetonotídeos. Alguns quetonotídeos, as células ciliadas arranjam-se em duas fileiras longitudinais. A musculatura, pode ser transversal ou obliquamente estriada, dependendo da espécie. Uma musculatura circular permite a reextensão do corpo na maioria das espécies de Macrodasyida, que tem uma cutícula flexível macia, mas em Chaetonotida, é ausente uma musculatura de parede corporal circular, e uma cutícula espessa antagoniza os músculos longitudinais.

### Estrutura interna
Sua cavidade interna é funcionalmente acelomada, possui um trato digestivo completo com boca e ânus. Possuem uma faringe sugadora trilobada e de um a vários pares de protonefrídios, compostos por três ou mais células. As duas ordens de gastrótricos se diferem na orientação do lúmem faringial. Os Macrodasys possuem o lúmem com um par de sulcos médio dorsais, latero ventrais e longitudinais, entretanto os Chaetonotida possuem um lúmem com um par de sulcos médio ventral, latero ventrais e longitudinais. Foi observada em uma espécime jovem de Macrodasyida (Lepdodasys), a presença de uma faringe com lúmem circular para-oval, e segundo Ruppert, isso foi interpretado como uma condição ancestral dos gastrótricos.
Em 2001 foi analisada a presença e a localização de um músculo helicoidal em diversas espécies de gastrotrichas, dentre a ordem Macrodasyda estão as espécies Acanthodasys aculeatus, Tetranchyroderma papii e Thaumastoderma heideri que possuiam estes músculos helicoidais ao longo de todo o trato digestivo ( faringe e intestino), as espécies Macrodasys caudatus e Turbanella cornuta possuem principalmente este músculo ao longo da faringe. Os representantes da ordem Chaetonotida, Chaetonotus aculifer, Draculiciteria tessalata, Lepidodermella squamata e Xenotrichula intermedia, todos possuem este músculo helicoidal ao longo do intestino, porém este músculo não foi encontrado na região faringial das espécies Chaetonotus aculifer e Lepidodermella squamata.. A função destes músculos ainda é desconhecida, mas há hipóteses de que seu principal papel está relacionado à mecânica da alimentação e a conservação da forma intestinal durante a locomoção do animal. A presença deste arranjo único no trato digestivo em todas as espécies sugere um papel funcional similar em todos os indivíduos observados. Sua função pode ser de uma pressurização da faringe e do intestino durante a alimentação e digestão, e se opor à dilatações radiais no intestino e contribuir para os movimentos peristálticos necessários para a digestão de partículas de alimento. Em indivíduos da ordem Chaetonotida, onde os músculos esplâncnicos circulares são algumas vezes ausentes, estes músculos helicoidais podem contribuir para o fechamento da válvula entre a faringe e o intestino.
A boca terminal abre-se diretamente na faringe, em alguns quetonotídeos, em uma pequena cavidade bucal revestida com cutícula. A parede faringiana compõe-se predominantemente de células mioepitelias que se resume a um tubo muscular glandular e alongado.
Nos macrodasiídeos, a faringe abre-se primeiro ao exterior através de um par de poros antes de juntar-se ao intestino médio. O intestino médio é um tubo cilíndrico celular que se afila para juntar-se ao ânus posterior e ventral. Os gastrótricos alimentam-se de pequenas partículas orgânicas mortas ou vivas (tais como bactérias, diatomáceas e pequenos protozoários), todas sendo sugadas para o interior da boca pelo bombeamento da faringe muscular.
A digestão ocorre no intestino médio e é provavelmente uma combinação de processos extra e intracelular. Os gastrótricos têm um cérebro pequeno e um par de nervos longitudinais sendo composto por duas massas ganglionares conectadas dorsal e ventralmente, uma em cada lado da parte anterior da faringe. Cada gânglio lateral origina um cordão nervoso intraepidérmico que se estende lateralmente ao longo do comprimento do corpo.
Possuem órgãos sensoriais que incluem as estruturas cerebrais cerdas e tufos ciliares (mecanorreceptores), buracos ciliados, apêndices carnosos (quimiorreceptores) e ocelos ciliares simples (fotorreceptores).

## Fisiologia

### Locomoção, Sustentação e Proteção
A sustentação é fornecida pela cutícula e pela construção corporal compacta. A maioria se move por deslizamento ciliar, embora algumas das formas mais flexíveis avancem lentamente fixando alternadamente os tubos adesivos anteriores e posteriores.
Devido ao seu formato levemente inclinado, os gastrótricos nadam em uma trajetória helicoidal levogira periodicamente interrompida para mudanças de direção. Quando deslizam sobre o sedimento o movimento é preferencialmente retilíneo, mas a cabeça ocila lateralmente, provavelmente para melhorar as capacidades sensoriais do organismo.
As espécies Neodasys cirritus e N. cf. uchidae possuem cerca 450 – 600μm de comprimento e são facilmente distinguidas por sua morfologia da cabeça e cauda  e pela presença de Y-células de pigmentação vermelha no Neodasys cirritus.  Ambas as espécies possuem estruturas adesivas laterais que quando aderidas ao substrato podem prevenir uma possível movimentação involuntária devido ao fluxo da água.
O movimento para frente nos gastrótricos resulta do deslizamento ciliar uniforme. No entanto, a ação muscular é importante nos movimentos especializados,tais como as respostas de fuga, a atividade de procura e a cópula. Uma resposta de fuga pode ser uma rápida retirada para trás da cabeça e do tronco ate uma ligação feita pelo órgão adesivo posterior ou por uma série de movimentos semelhante aos de uma lagarta. Durante a cópula, os dois animais usam os músculos para retorcer as suas extremidades posteriores juntas como se entrelaçassem as pontas de seus dedos indicadores.

### Nutrição
Alimentam-se basicamente de pequenas partículas orgânicas como diatomáceas, pequenos protozoários e bactérias, as presas geralmente são sugadas a partir de uma ação do bombeamento de uma faringe bastante musculosa e auxílio do batimentos de cílios bucais. Nos Macrodasya marinhos, os denominados poros faringianos pareados permitem com que toda a água ingerida em excesso no alimento seja expelida e liberada. A digestão é em geral, gastrointestinal e o intestino completo com ânus subterminal.

### Sistema Nervoso e Sensorial
O gânglio cerebral é uma massa relativamente grande, bilobada, conectada dorsalmente acima da porção anterior da faringe. Um cordão nervoso longitudinal lateral, ganglionar, surge de cada lobo deste órgão e se estende até a extremidade posterior do corpo. Receptores sensoriais são predominantemente tácteis. Eles ocorrem como espinhos e cerdas sobre a maioria do corpo, mas estão concentrados na cabeça. Algumas espécies contém ocelos pigmentados no gânglio cerebral.

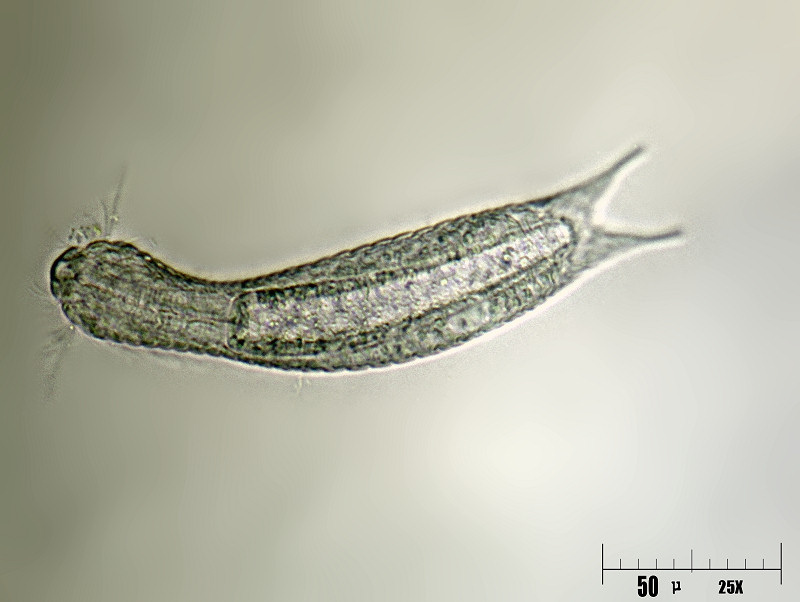
Lepidodermella squamatum

Possuem um cérebro formado por duas massas ganglionares, uma em cada parte anterior da faringe, as duas massas possuem uma conexão dorsal e ventral através de uma comissura. Cada um dos gânglios laterais cerebrais dão origem a um cordão nervoso intraepidérmico que se estende lateralmente ao longo de todo o comprimento do corpo. Estes cordões nervosos são  adjacentes aos cordões epidérmicos quando estão presentes, e também ao principal par de músculos longitudinais. Possuem órgãos sensoriais cerebrais que podem ser entendidos como cerdas e tufos ciliares (mecanorreceptores), buracos ciliados, apêndices carnosos (quimiorreceptores) e ocelos ciliares simples ( fotorreceptores).
Os gastrótricos possuem diferentes características em relação aos seus sensores neurais para movimentação e orientação em geral. A funcionalidade dos sensores fotorreceptores de exemplares da espécie L.squamatum foram testados através de uma análise comportamental diante da exposição deles a diversos tipos de luzes e em ambiente escuro a fim de excluir a influência da luz ambiente. E foi constatado que indivíduos da espécie L.squamatum tem sensibilidade seletiva para luzes coloridas, em especial à luz azul, em oposição à luz branca, ou seja, apontam uma tendência à escolha de espectros no sentido de comprimento de ondas, mais curtos ao invés de um espectro contínuo. Alguns Rotíferas também foram submetidos a este teste, sendo que seu ocello sendo algumas vezes mais desenvolvidos, permite a eles reagir aos estímulos de forma mais direcional e complexa do que os Gastrotrichas. Nos Rotíferas a sensibilidade foi notável na exposição de luz verde e faixas azuis, e ao UV. Esta sensibilidade espectral pelo azul também apresentada pelo grastrótrico L.squamatum pode não ser atribuida aos fotorreceptores definidos, mas sim, a um tipo generalizado de fotossensibilidade análoga ao encontrado em alguns Rotíferas.

### Sistema Circulatório e Respiratório
Não há sistema circulatório ou de trocas gasosas nos gastrótricos. A distribuição de clalor, oxigênio e nutrientes é realizada por difusão simples, como em muitos outros pequenos metazoários.  Hemoglobina foi encontrada em uma espécie de Neodasys, e alguns indivíduos que habitam sedimentos de maior profundidade são anaeróbios.

### Reprodução
Gastrotrichas são sempre hermafroditas simultâneos, como todos os Neodasys e Xenotrichulidae, ou hermafroditas protândricos, como Dactylopodola baltica, ou apresentam-se como fêmeas paternogênicas, como a maioria dos indivíduos de água doce, como Lepdodermella squammata, porém a noção de que todas as formas de água doce são obrigatóriamente paternogênicas parece estar errada. Nas formas hermafroditas da ordem Chaetonotida está presente o órgão X a qual é atribuída função copulatória, algo similar e talvez homólogo ao órgão caudal dos Macrodasyida.
Uma hipótese reprodutiva foi proposta por Kieneke et al.  para a espécie Dactylopodola typhle que pode ser tida como uma espécie basal dentro do filo. Segundo essa hipótese, os espermatozóides autólogos seriam produzidos nos testículos, liberados pelo gonóporo masculino e transportados até o poro do órgão caudal por batimentos dos cílios ventrais. Dentro do órgão caudal os espermatozóides autólogos seriam encapsulados pela secreção de um muco formando o espermatóforo autólogo. Durante a cópula o espermatóforo autólogo seria expelido do órgão caudal para dentro do cérvix do parceiro inseminando-o. No animal inseminado o espermatóforo heterólogo permaneceria dentro do útero próximo ao ovócito maduro onde o fertilizaria, o ovo fertilizado seria então liberado através do cérvix ou pela ruptura da parede do corpo. Algumas evidências corroboram essa hipótese: o método proposto para a transferência de esperma já foi observada em Macrodasys sp., a fertilização intrauterina já foi observada em Dactylopodola baltica, pelo menos em Dactylopodola typhle o ovo é liberado através do cérvix. Apesar dessa hipótese representar bem um panorama geral para a reprodução dos Macrodasyida, muitas adaptações a esse tema são observadas dentre as várias espécies conhecidas de gastrótricos, por exemplo é muito comum que a liberação dos ovos ocorra com a ruptura da parede corporal.
Nos quetonotídeos partenogenéticos de água doce, pode-se produzir dois tipos de ovos, que se prendem ao substrato, um de rápido desenvolvimento e um de resistência.
Os gastrótricos jovens têm a maior parte das estruturas adultas ao eclodirem e alcançam à maturidade sexual em três dias. O crescimento resulta primariamente no alongamento do tronco e na morfogênese do sistema reprodutivo. Seu ciclo de vida pode variar de 3 a 40 dias.

### Excreção
Nos gastrótricos estão presentes de um par, nos Chaetonotida, a vários pares de protonefrídios, nos Macrodasyida. Cada protonefrídio funciona como uma estrutura que pode ser dividida em três partes, cada uma composta por uma ou mais células, uma região terminal que procede uma ultrafiltração dos fluídos do animal, um canal, que transporta e altera o ultrafiltrado, reabsorvendo e excretando substâncias, e um nefridióporo que libera o filtrado modificano no ambiente. Em gastrótricos as células terminais possuem sempre um único cílio.

## Classificação, Diversidade e Evolução

### Classificação
O filo Gastrotricha se prova monofilético na grande maioria dos estudos realizados até hoje, apesar de suas relações interfiléticas não serem bem compreendidas. Classicamente o filo era posicionado no filo, atualmente obsoleto, Aschelmintes, estudos morfológicos apontam o grupo como irmão de Nematoda, ou de Gnathostomulida. Estudos atuais utilizando dados morfológicos e moleculares apontam o filo como pertencente ao superfilo Lophotrochozoa.
O filo é classicamente dividido em duas grandes ordens Macrodasyida e Chaetonotida, o que, excluindo-se o gênero Neodasys, que possui classificação incerta, é amplamente suportado por estudos morfológicos e moleculares recentes.
A ordem Macrodasyida é composta por organismos marinhos do corpo alongado com faringe tendo secção da luz em formato de Y (de cabeça para baixo) e conectada ao ambiente externo por poros que são utilizados para liberar o excesso de água ingerido junto dos alimentos. Grande parte dos Macrodasyida possuem uma grande quantidade de tubos adesivos pelo corpo que são utilizados para auxiliar a locomoção, além de vários pares de protonefrídios. São principalmente hermafroditas e possuem uma epiderme celular coberta por uma cutícula fina e possuem uma camada circular de musculatura interna.
Já a ordem Chaetonotida possui uma faringe sem poros a ligando ao ambiente externo e com secção da luz da faringe em forma de Y (de cabeça para cima), possuem apenas um par de protonefrídios e possuem uma cutícula espessa envolvendo o corpo. Classicamente essa ordem é dividida em dua subordens, Paucitubulatina e Multitubulatina, sendo a última detentora de um único gênero Neodasys que possui classificação incerta, muitas vezes sendo posicionada dento da outra subordem, Macrodasyida. A subordem Paucitubulatina possui como principais características a presença de tubos adesivos na parte posterior do corpo e uma constrição entre a região mais anterior e a região mais posterior do corpo formando uma espécie de "pescoço", possuem uma epiderme sincicial. Paucitubulatina são em geral paternogenos e encontrados em ambientes de água doce. A subordem Multitubulatina é composta de um único gênero Neodasys que em geral é mais parecido com os Macrodasyida apresentando a ausência do "pescoço" dos Chaetonotida, além de ser encontado em ambientes marinhos e possuir vários tubos adesivos pelo corpo, epiderme celular e uma musculatura circular, apesar disso ele é classicamente posicionado dentro da subordem Chaetonotida por não possuir poros em sua faringe.
A subordem Macrodasyida possui seis famílias e a subordem Chaetonotida possui 7 famílias.

### Diversidade ( espécies no mundo e no Brasil )
O gastrótrico denominado Desmodasys abyssalys da ordem Macrodasyda, foi a primeira evidência de um gastrotricha vivendo em uma região de mar abissal , mais precisamente em hidrotermais no leste do Pacífico. Estes gastrótricos costumam ser encontados vivendo dentro     e nas paredes de vermes marinhos (anelídeos) da espécie Riftia pachyptila, e que basicamente vivem no interior deste verme pois em sua superficie é rica em bactérias do qual estes gastrótricos se alimentam e que acabam por ser sua única fonte de alimento em questão.

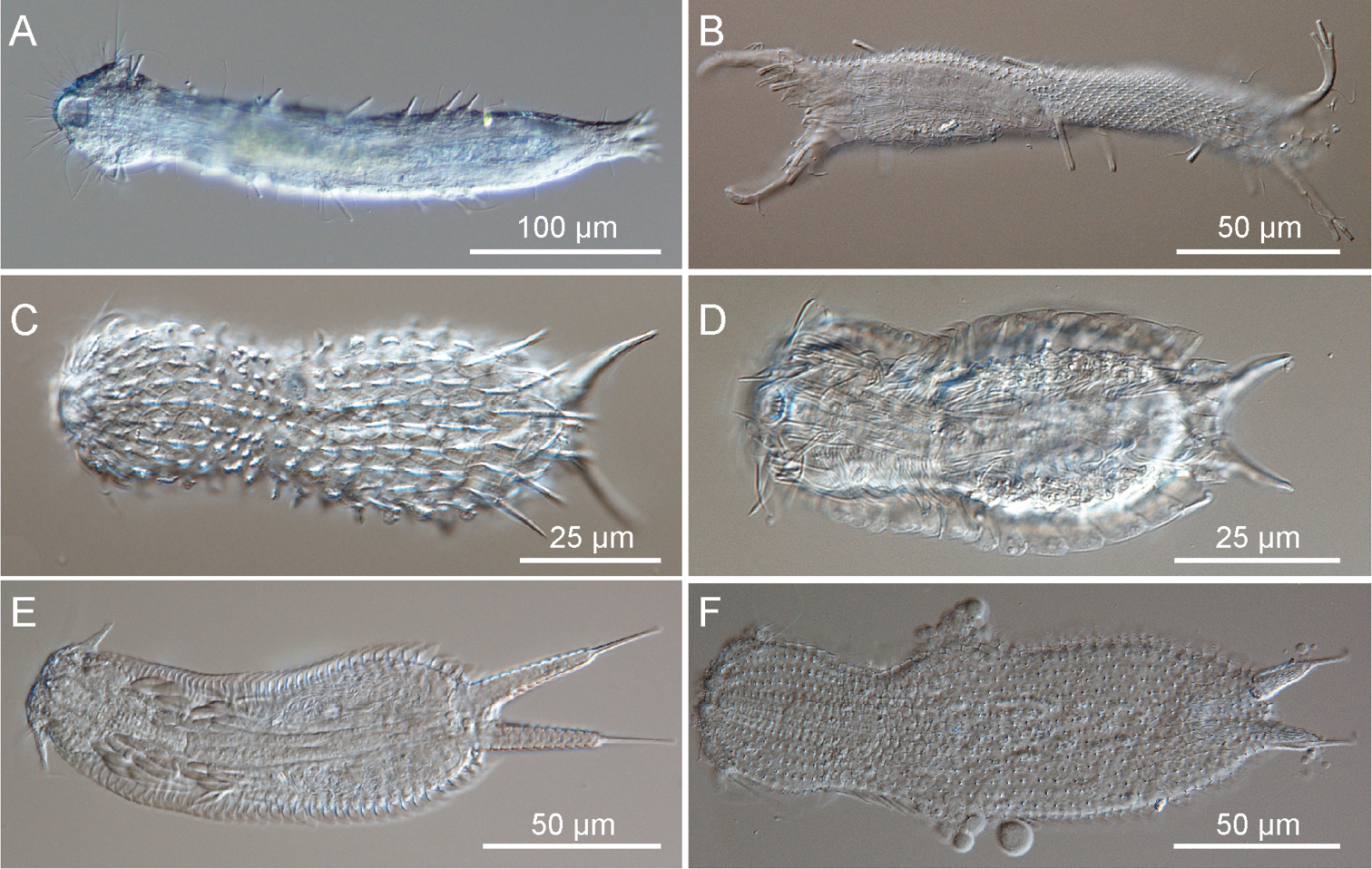
Gastrotrichas observados na praia de St.Lucia na África do Sul.

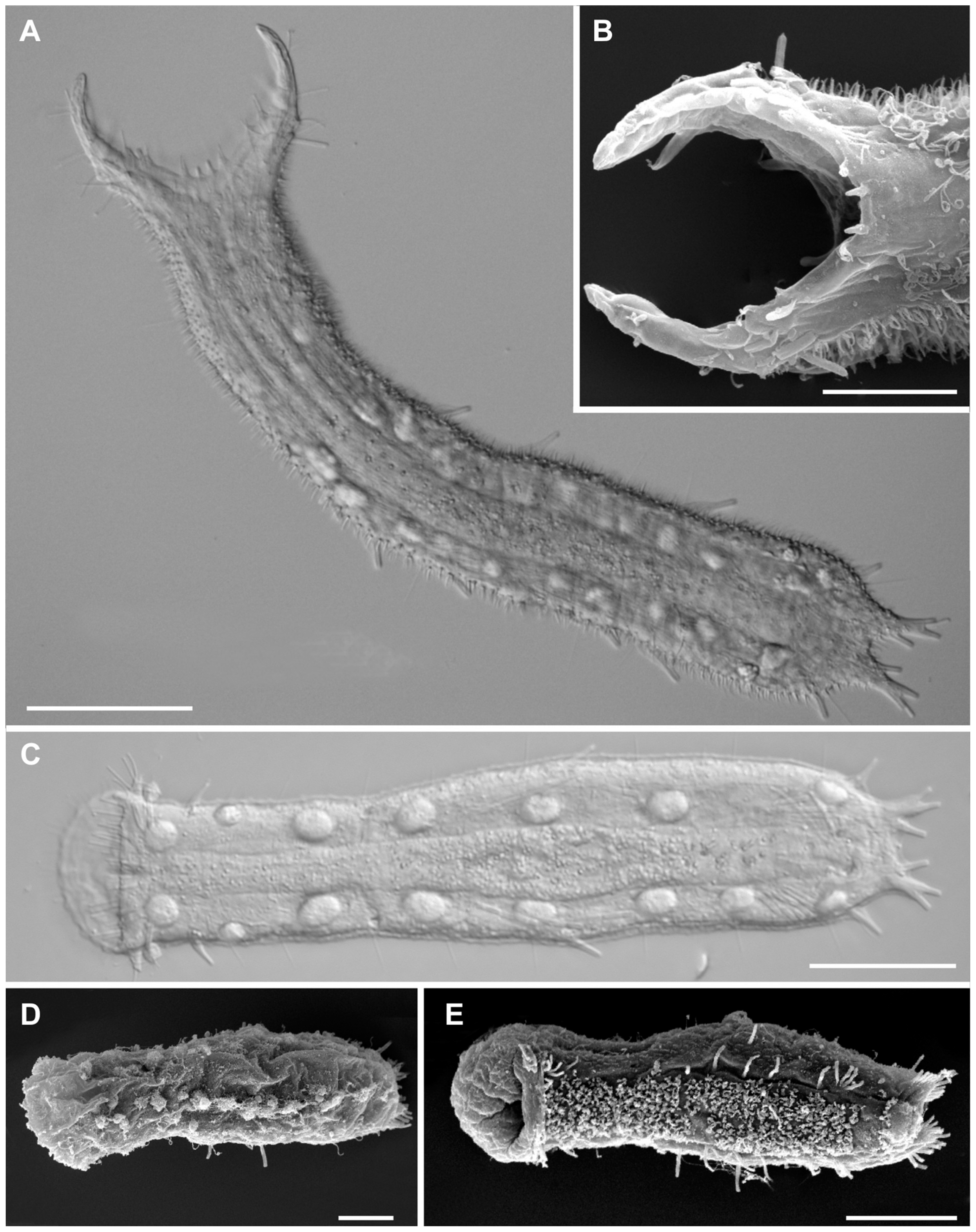
4 exemplares da família Thaumastodermatidae

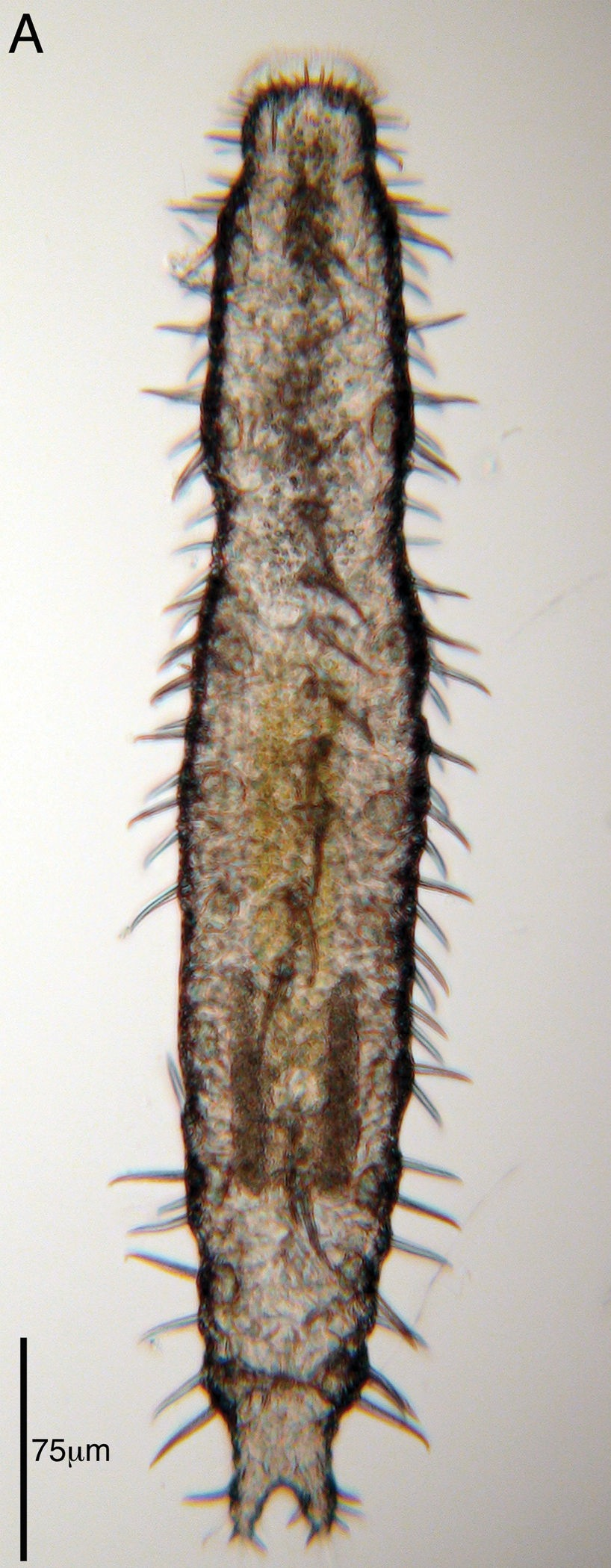
Acanthodasys caribbeanensis encontrado na região de Belize e do Panamá.

Os Desmodasys abyssalys de acordo com, possui duas possíveis principais pré-adaptações a este tipo de habitat : A primeira seriam os numerosos e longos tubos adesivos como um mecanismo especial para viver e se sustentar em depósitos orgânicos, assim como as espécies Desmodasys phocoides e Desmodasys borealis, e como segunda possível evidência de adaptação é o histórico de Desmodasys em mares da Noruega, o que caracteriza uma espécie de água fria, por isso estas são consideradas algumas das pré-adaptações para a possibilidade de se sobreviver em condições das hidrotermais.
Foram encontradas no litoral norte do estado de São Paulo um total de 55 espécies de Gastrotricha dentre 23 localidades, com uma média de 4,88 + 4,77 espécies por localidade. As duas ordens de gastrótricos estavam presentes, a ordem Macrodasyida estava representada em 29 espécies , 16 gêneros e 5 famílias, já os Chaetonotida , 26 espécies, 8 gêneros e 2 famílias. Dentre essas 55 espécies, 33 são taxos não descritos, e considerados até o momento na condição de êndemicos do litoral brasileiro.
Lista de espécies descritas no litoral norte de São Paulo :
Ordem Macrodasyida
Família DACTYLOPODOLIDAE

Dactylopodola baltica

Dendrodasys sp.1

Família LEPIDODASYIDAE

Dolichodasys sp.

Mesodasys sp.

Paradasys sp.1

Família TURBANELLIDAE

Paratubanella sp.1

Paratubanella sp.2

Paratubanella sp.3

Turbanella sp.1

Família MACRODASYIDAE

Macrodasys dolichocylatis

Macrodasys forneris

Macrodasys sp.1

Macrodasys sp.2

Macrodasys sp.3

Macrodasys sp.4

Macrodasys sp.5

Macrodasys sp.6

Macrodasys sp.7

Urodasys viviparous

Macrodasydae ge. sp. nov.

Família THAUMASTODERMATIDAE

Diplodasys sp.

Platydasys sp.1

Pseudostomella sp.1

Ptychostomella sp.1

Tetranchyroderma megastoma

Tetranchyroderma sp.1

Tetranchyroderma sp.2

Tetranchyroderma sp.3

Thaumastoderma sp.1

Thaumastoderma sp.2

Ordem Chaetonotida

Família CHAETONOTIDAE

Aspidiophorus mediterraneus

Aspidiophorus paramediterraneus

Aspidiophorus tentaculatus

Chaetonotus cf. Atrox

Chaetonotus apechochaetus

Chaetonotus dispar

Chaetonotus neptuni

Chaetonotus sp.1

Chaetonotus sp.2

Chaetonotus sp.3

Chaetonotus sp.4

Chaetonotus sp.5

Chaetonotus sp.6

Chaetonotus sp.7

Halichaetonotus cf.decipiens

Halichaetonotus marivagus 

Halichaetonotus spinosus

Heterolepidoderma sp.1

Heterolepidoderma sp.2

Ichthydium sp.1

Família XENOTRICHULIDAE

Draculiciteria tesselata

Heteroxenotrichula sp.1

Heteroxenotrichula pygmaea

Heteroxenotrichula squamosa

Xenotrichula intermedia

Xenotrichula sp.1

### Distribuição geográfica
A observação da espécie de gastrótricos pode ocorrer em vários lugares do mundo, como na maioria dos países europeus e americanos. No Brasil podemos destacar alguns lugares como São Paulo, Pará, Mato Grosso do Sul, Paraná.

### História fóssil
Gastrótricos estão cotados entre os metazoa conhecidos com o menor potencial para a fossilização devido ao seu corpo mole e a seu pequeno tamanho e por isso não existe nenhum fóssil conhecido até hoje atribuído a esse filo.

## Ecologia
Gastrótricos são membros típicos da meiofauna de ambientes itersticiais marinhos e de água doce, sendo em média o terceiro grupo em abundância em ambientes marinhos e estando entre os cinco filos mais comuns em ambientes de água doce. Os gastrótricos intersticiais são em geral encontrados nas camadas mais superficiais dos sedimentos onde o ambiente ainda é oxigenado e oxidativo, mas sabe-se que algumas espécies de gastrótricos podem ser encontrados na meiofauna de ambientes redutores, os sistemas de sulfeto, por terem vias de detoxificação de sulfeto. Em Dolichodasys carolinensis essas vias de detoxificação produzem enxofre elemental, diferente de outros organismos que detoxificam sulfeto produzindo forma oxigenadas como o tiosulfato, sulfito e sulfato, isso ocorre provavelmente pelas restições causadas pelas baixas concentrações de oxigênio encontradas nos camadas mais profundas dos sedimentos.

## Como reconhecer
Animal de difícil identificação a olho nu, pois são microscópicos e o maior pode chegar a 4 mm, mas observando ao microscópio óptico poderia identificar uma parte do seu corpo sendo os padrões ciliares ventrais e seus órgãos adesivos ou glândulas adesivas que da um formato diferente a uma das extremidades do seu corpo.